# بورووا لادا
بورووا لادا (به چکی: Borová Lada) یک منطقهٔ مسکونی در جمهوری چک است که در ناحیه پراخاتیتسه واقع شده‌است. بورووا لادا ۶۸٫۹۵ کیلومتر مربع مساحت و ۲۷۲ نفر جمعیت دارد و ۸۹۵ متر بالاتر از سطح دریا واقع شده‌است.